# Леонтьев, Иван Юрьевич
Иван Юрьевич Леонтьев (до 1640 — не ранее 1696) — русский государственный деятель второй половины XVII в., полководец. Стряпчий (1658), стольник (1668), думный дворянин (20.02.1687), окольничий (12.10.1687).
Сын стольника (с 1639) Юрия Кузьмича Леонтьева.
- В 1675—1676 гг. участвовал в крымском походе с кн. Каспулатом Муцаловичем Черкасским
- В 1677—1678 гг. — воевода в Смоленске
- В 1679 году — второй воевода в Новом Осколе
- В 1680 году — товарищ воеводы в Казанском разряде, при боярине и воеводе князе Владимире Дмитриевиче Долгоруковом.
- В 1680—1681 гг. — Царицынский воевода
- В 1682 году поставил свою подпись на соборном деянии об уничтожении местничества
- В 1682—1684 гг. — воевода в Саранске и на Саранской черте
- В 1685—1686 гг. — полковой воевода на новой Белгородской черте, в Цареве Борисове и иных местах.
- В 1687 году участвовал в Раде при избрании в гетманы войска Запорожского генерального есаула Ивана Мазепы вместо Самойловича.
- В 1689—1690 воевода в Севске.

Приказной судья в Золотой (с 23 ноября 1691), Оружейной и Серебряной палатах (1691—1694), Каменном приказе (1694—1696)